# لزلی روی
لزلی روی (متولد ۱۷ سپتامبر ۱۹۸۶) خواننده و ترانه‌سرای ایرلندی است. او نماینده ایرلند در مسابقه آواز یوروویژن ۲۰۲۱ است.